# Katsura-Villa

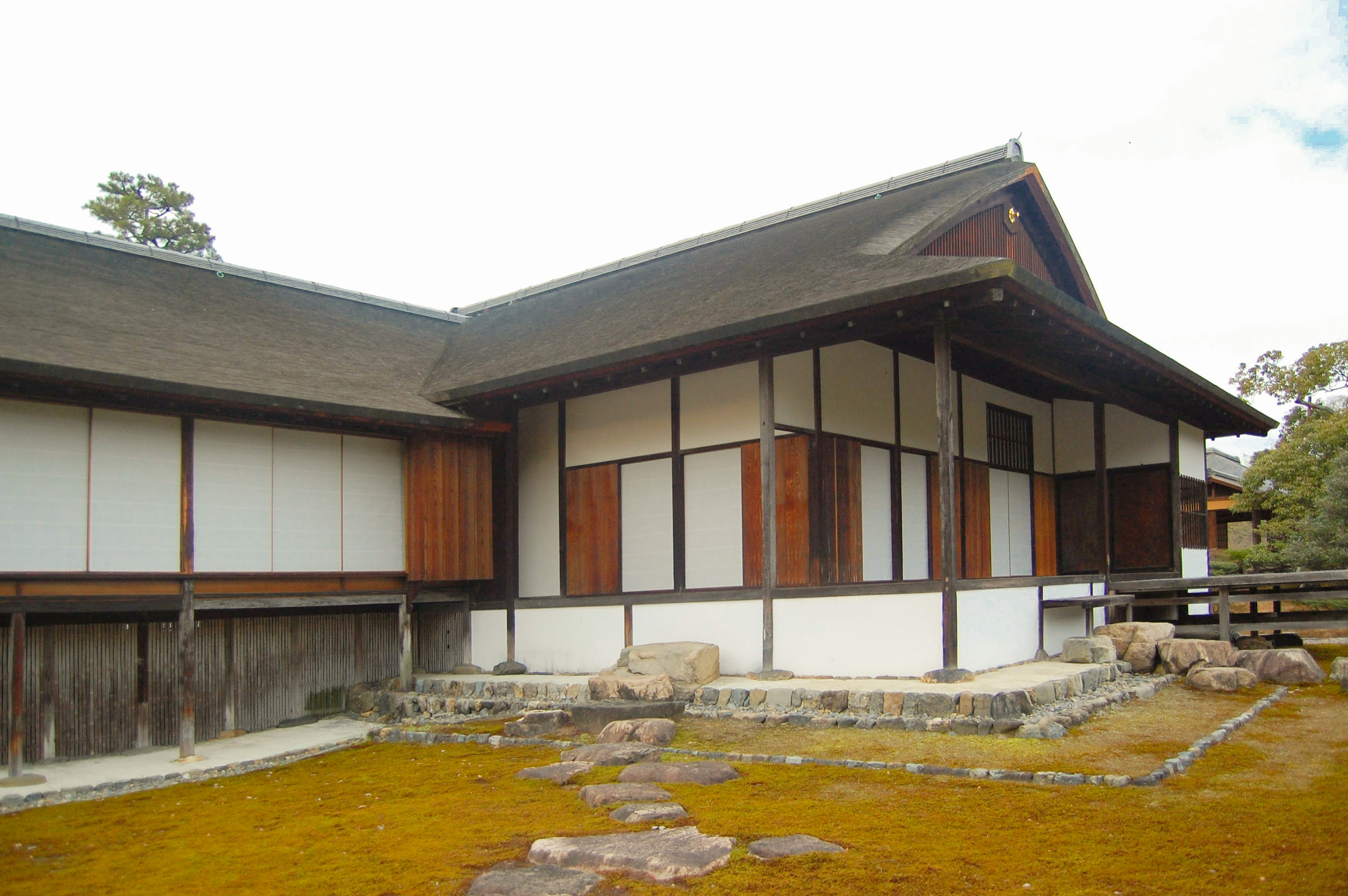
Altes Shoin (rechts) mit der Mondblick-Terrasse (rechts außen) – links beginnt das Mittlere Shoin an

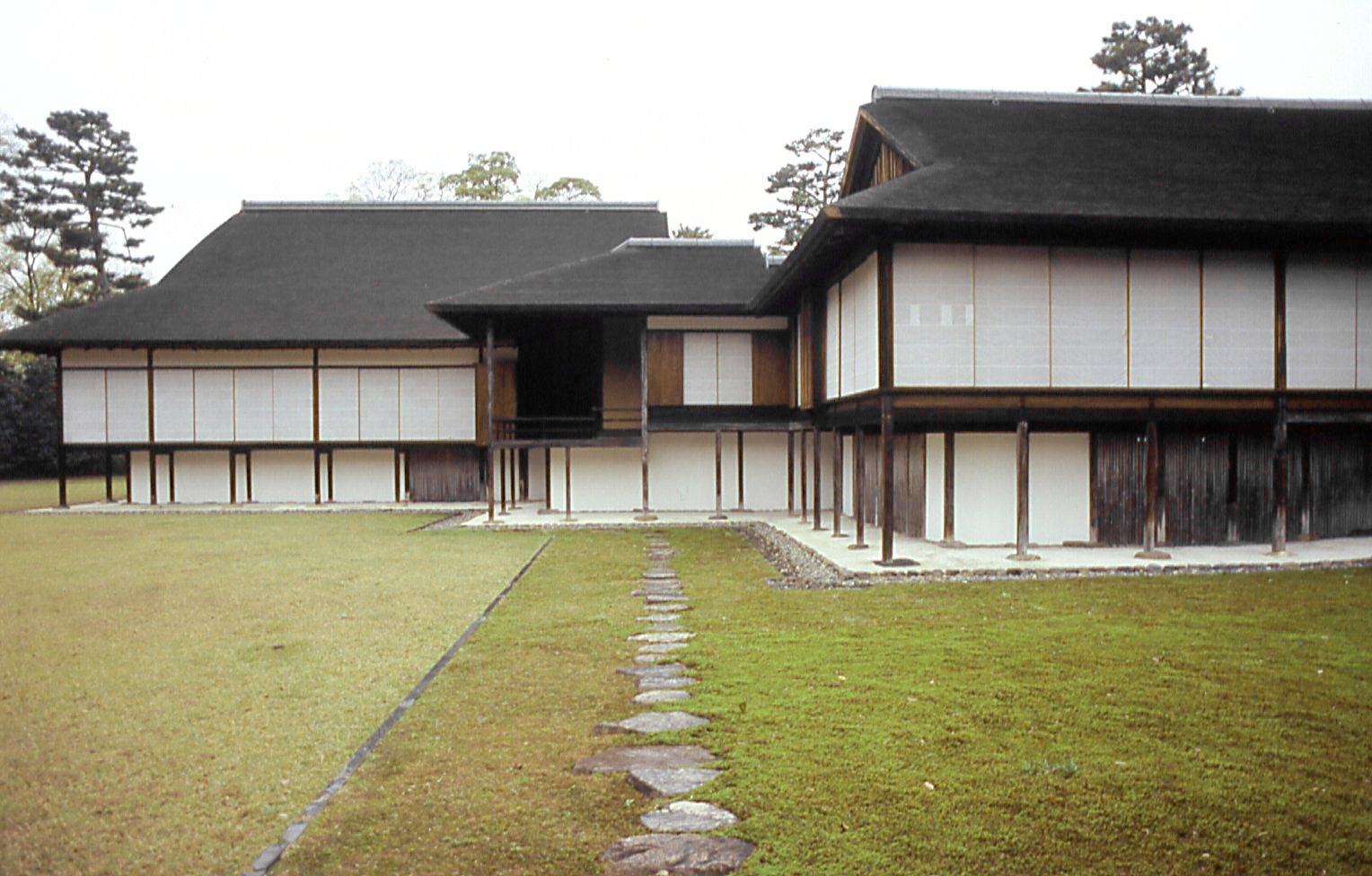
Rechts Mittleres Shoin, dahinter Gakki-no-ma, hinten Neue Residenz

Die kaiserliche Katsura-Villa (japanisch 桂離宮, Katsura-rikyū, wörtlich Kaiserlicher Nebenpalast, englisch Katsura Detached Palace) ist ein Gebäude-Ensemble mit dazugehörigen Gärten in Nishikyō-ku, einem westlichen Vorort von Kyōto. Das Ensemble ist ein bedeutendes Kulturdenkmal Japans. Die Villa ist nicht öffentlich zugänglich, wohl aber der Garten mit seinen Teehäusern. Für dessen Besuch ist eine Anmeldung beim Kyōto-Büro des Kaiserlichen Hofamtes (宮内庁京都事務所) notwendig.

## Geschichte des Bezirks
Der Katsura-Bezirk war seit Jahrhunderten eine beliebte Gegend für den Bau von Landsitzen. In der Heian-Zeit hatte Fujiwara no Michinaga dort ein Landhaus, da die Mitglieder des Hofes den Bezirk als passend für die Beobachtung des Mondes betrachteten. Später kam die Gegend an die Konoe-Familie und wurde weiter hochgeschätzt.
Der hochgebildete Prinz Hachijō Toshihito, ein Nachfahre von Kaiser Ōgimachi, des 106. Tennō, und ein Bruder des 107. Tennō Go-Yōzei kam 1616 zum ersten Mal in die geschichtsträchtige Gegend und hat dann dort auch ein Grundstück erworben und ein Landhaus in einem schlichten, eleganten Stil erbaut. Nach dessen Tode verfiel das Landhaus bis sein Sohn Toshitada eine Tochter des reichsten Fürsten in Japan, Maeda Toshitsune, heiratete und damit über Mittel verfügte, setzte er das Landhaus in Stand, erweiterte es und baute auch den Garten aus.
Die Familie Hachijō nahm später den Namen Katsura an. Als in der 11. Generation Prinzessin Sumiko 1881 starb, starb damit auch die Linie aus. 1883 kam die Katsura-Villa in den Besitz des Kaisers, erhielt den Namen „Kaiserliche Nebenresidenz Katsura“ und wurde bis zum Ende des Zweiten Weltkriegs vom Ministerium für den Kaiserlichen Haushalt verwaltet. Seit 1945 bis heute ist das Kaiserliche Hofamt zuständig.

## Rundgang durch den Garten

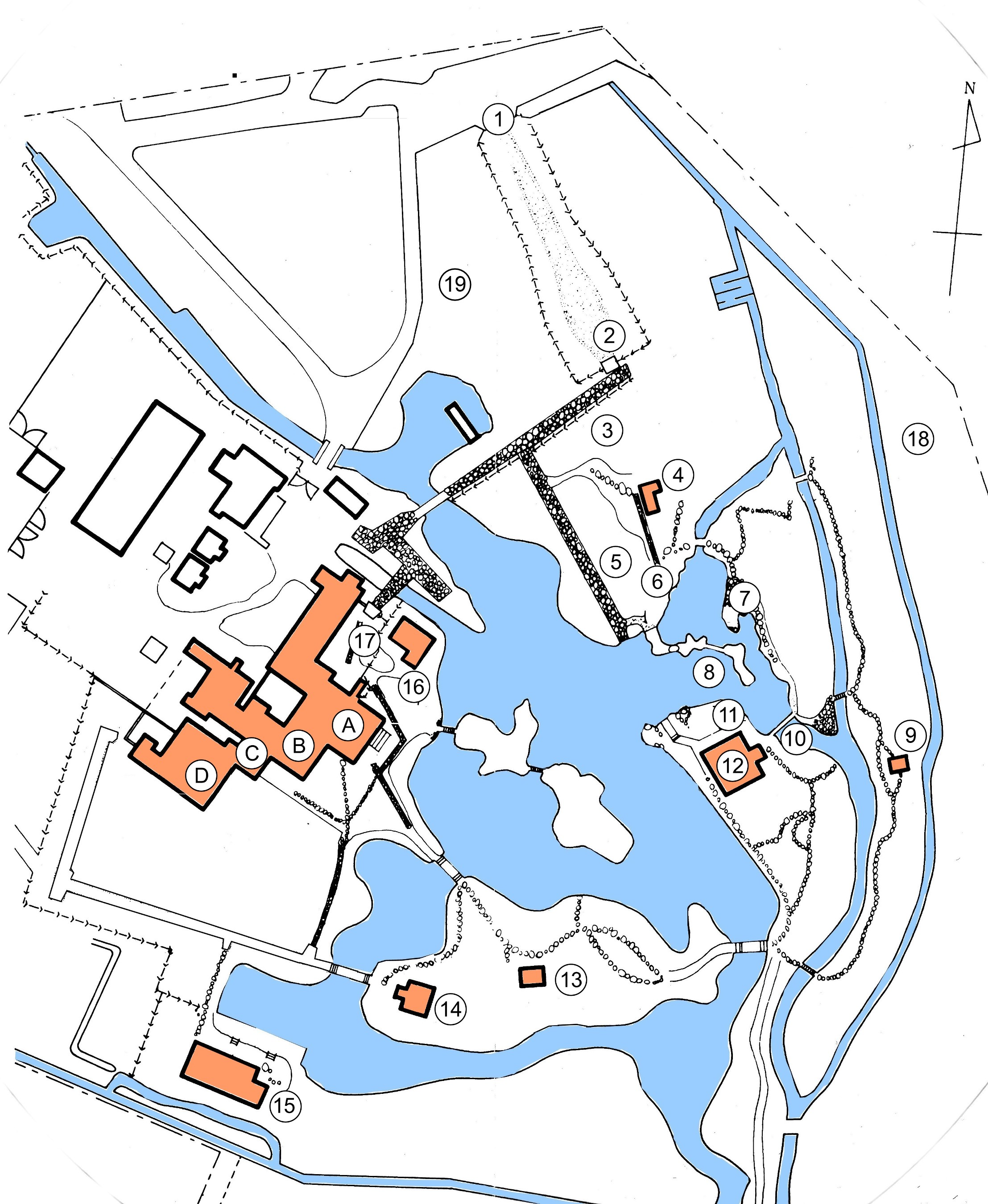
Plan der Katsura-Villa

Man betritt den Garten durch das (1) Vordere Tor (表門, omote-mon). Nach einer kurzen Allee folgt das (2) „Willkommenstor“ (御幸門, miyuki-mon). Dieses Tor, errichtet für den Empfang des Ex-Kaisers Go-Mizuo, wurde auch später nur für hohe Gästen geöffnet. Seine heutige Form erhielt es allerdings erst hundert Jahre später. Es schließt sich der (3) „Willkommensweg“ (御幸道, miyuki michi) an der östlichen Seite des großen Teiches an.
Am Weg links befindet sich ein (4) Ruhesitz (御腰掛, o-koshikake), der für Gäste des Teehauses Shokin-tei gedacht war. Auf der rechten Seite passiert man den (5) Palmenberg (蘇鉄山, sotetsu-yama). Dahinter, über (6) Schrittsteine (延段, nobedan), folgt eine kleine Bucht, in die eine flache (7) Landspitze (洲浜, suhama) hineinragt. Auf deren Ende steht eine Steinlaterne. Davor streckt sich eine, mit kleinen Brücken verbundene Landzunge, die (8) Ama-no-hashidate darstellt, eine der Drei schönsten Landschaften Japans. In der Nähe befindet sich auch die überdachte (9) „Vierer-Ruhebank“ (四つ腰掛, yotsu koshikake).
Überquert man die (10) die Steinbrücke (石橋, ichibashi), steht rechts mit Steinen am Wasser ein (11) „Handwaschbecken mit fließend Wasser“ (流れ御手水, Nagare o-chōzu) dargestellt. Dort steht das (12) „Fichtenharfen-Teehaus“ (松琴亭, shōkin-tei), das im Stile des Teemeisters Kobori Enshū (1579–1647) errichtet wurde. Der Hintergrund des Tokonoma mit seinem großflächigen Schachbrettmuster in Blauweiß wirkt sehr modern.
Geht man weiter am großen Teich entlang, gelangt man über eine kleine Brücke auf die größte Insel der Anlage, die aber nicht wie üblich Nakajima, sondern Ōyamashima genannt wird. Man kommt zum kleinen (13) „Gedenk-der-Blumen Teehaus“ (賞花亭, shōka-tei) und etwas weiter zur (14) „Gartenwald-Halle“ (園林堂, Onrin-dō). Dieses ziegelgedeckte Gebäude mit quadratischen Grundriss (Hōgyo-zukuri) hat einen Vorbau mit einem Chinesischen Vordach (唐破風, karahafu). Es diente der Katsura-Familie als buddhistische Andachtsstätte. Dort wird ein Bild des Hosokawa Yūsai aufbewahrt, einem der Lehrer des jungen Toshihito. Die Pinselschrift „Onrindō“ auf der Namenstafel des Gebäudes stammt von Ex-Kaiser Go-Mizuo. Geht man weiter, gelangt man zum großen, informell angelegten (15) „Humor-Teehaus“ (笑意軒, shōi-ken).
Unmittelbar vor der Residenz steht das (16) „Mondwellen-Teehaus“ (月波楼, gepparō). Am großen Teich gelegen erlaubt es, sich an Spiegelungen des Mondlichtes zu erfreuen. Das Haus hat keine Zimmerdecke, man sieht über sich direkt die Unterseite des Daches, die wie ein Schiffsrumpf von innen aussieht.

## Die Residenz
Der Eingang zur Villa ist durch das (17) Mittlere Tor (中門, chūmon) geschützt. Die Residenz (御殿, goten) besteht aus drei zusammenhängenden Gebäuden im Shoin-Stil (書院, wörtl. „Schreibhaus“) mit Dächern in irimoya kokerabuki-Bauweise (Walmdächer mit zwei Giebeln auf gegenüberliegenden Seiten, mit Schindeln gedeckt).
- Das (A) Alte Shoin (古書院, Koshoin) besitzt Veranden, der an der Frontseite die offene Mondbetrachtungs-Terrasse (月見台, Tsukimi-dai) vorgebaut ist.
- Dem Alten Shoin schließt sich, nach hinten versetzt, das (B) Mittlere Shoin an (中書院, Chūshoin)
- Den Übergang zur Neuen Residenz (新御殿, Shingoten) bildet das (C) Musikinstrumentenzimmer (楽器の間, Gakki no ma).
- Die Neue Residenz ist ebenfalls nach hinten versetzt. Dieser wurde anlässlich des ersten Besuches des Ex-Kaiser Go-Mizunoo begonnen und 1662 fertiggestellt. Der wichtigste Raum ist das Ichi-no-ma mit der aufwändig gestalteten Regalwand, für die 18 verschiedene Hölzer verwandt wurden. Die Regalwand füllt eine ganze Ecke und zählt mit den Regalwänden der Mittleren Shugakuin-Villa und der im Sampōin des Daigo-ji zu den „Drei bedeutenden Regalen“ (天下御棚, tenka no sampō) Japans.
- Die Wände des Mittleren Shoin und des Neuen Palasts sind mit Tuschezeichnungen von Kanō Tan’yū bzw. seiner Schule dekoriert.

Zur Gesamtanlage gehören noch zwei besondere Bambuszäune: Beim (18) „Katsura-Zaun“ (桂垣, Katsura-gaki) ist ein besonderer lebender Bambus (淡竹, hachiku) eingeflochten, so dass eine grüne Wand gebildet wird, beim (19) Sprössling-Zaun (穂垣, Ho-gaki), der sich über 100 m erstreckt, sind echte Bambussprösslinge eingeflochten.

## Die Große Shōwa-Ausbesserung
Von April Shōwa 51 bis März 57 (1976–1982) wurde in sechsjähriger Arbeit die ganze Villa zerlegt und dann unter Auswechslung alter Hölzer wieder zusammengesetzt. Die Dächer wurden neu gedeckt, die Tatami ausgewechselt, die Papierbespannung der Schiebetüren erneuert. Dabei wurde modernste Technik angewandt, Hölzer mit Wurmfraß wurden mit Kunstharz verstärkt. Gleichzeitig wurden alte Techniken wiederbelebt, zu weiße Wände bekamen z. B. mit geeigneten Pulvern einen wärmeren Ton.

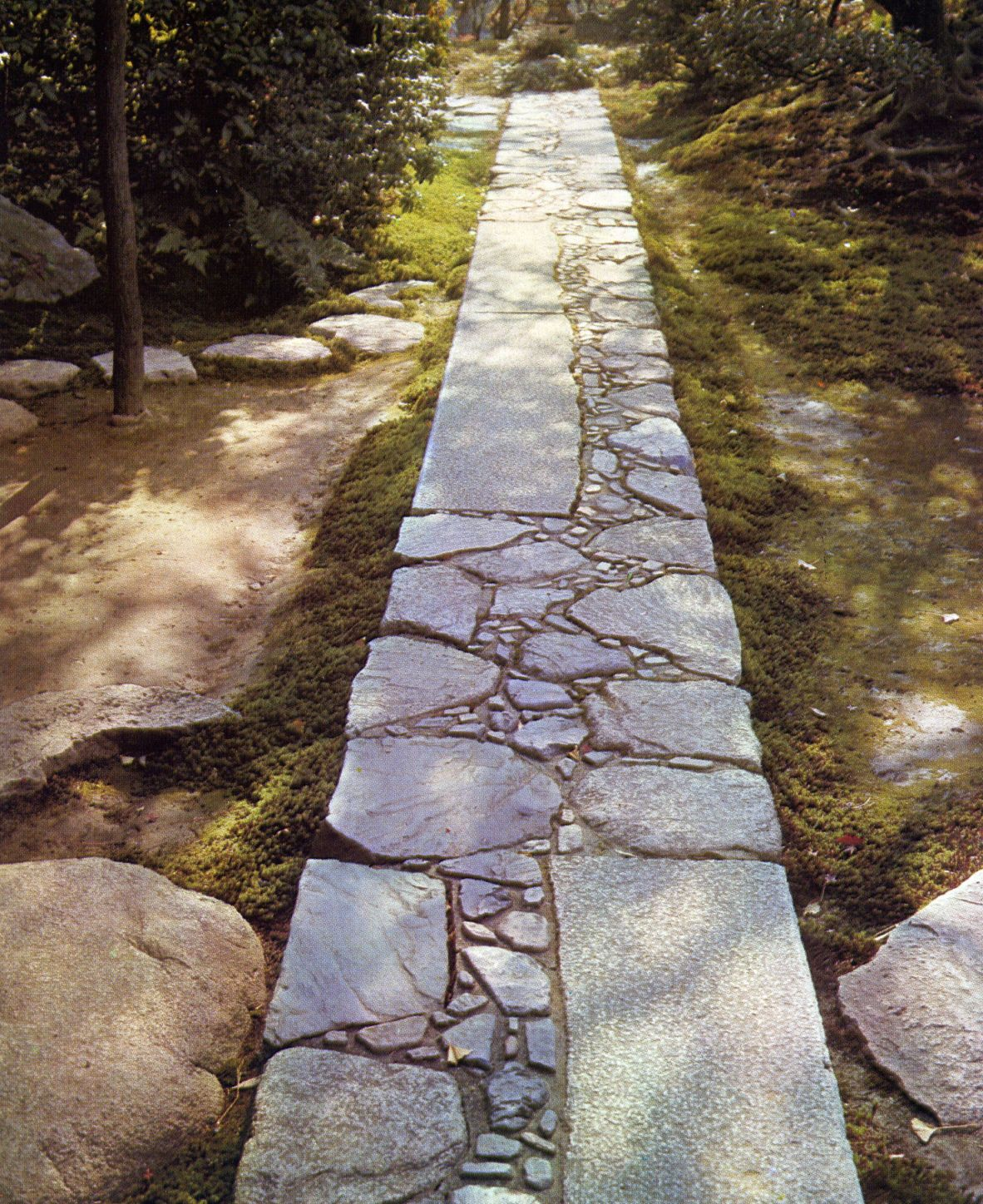
Nobedan vor dem Koshikake
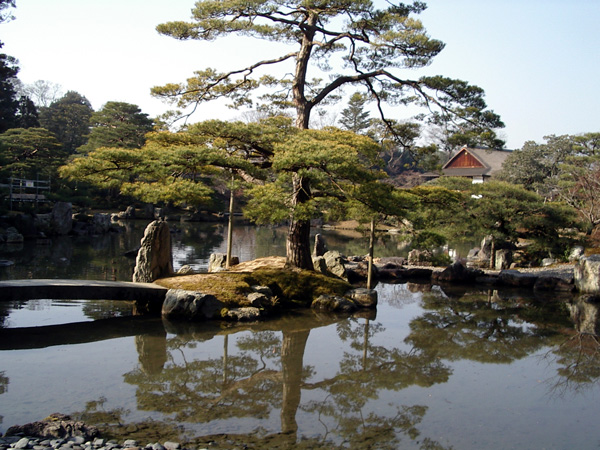
Blick auf Ama-no-hashidate
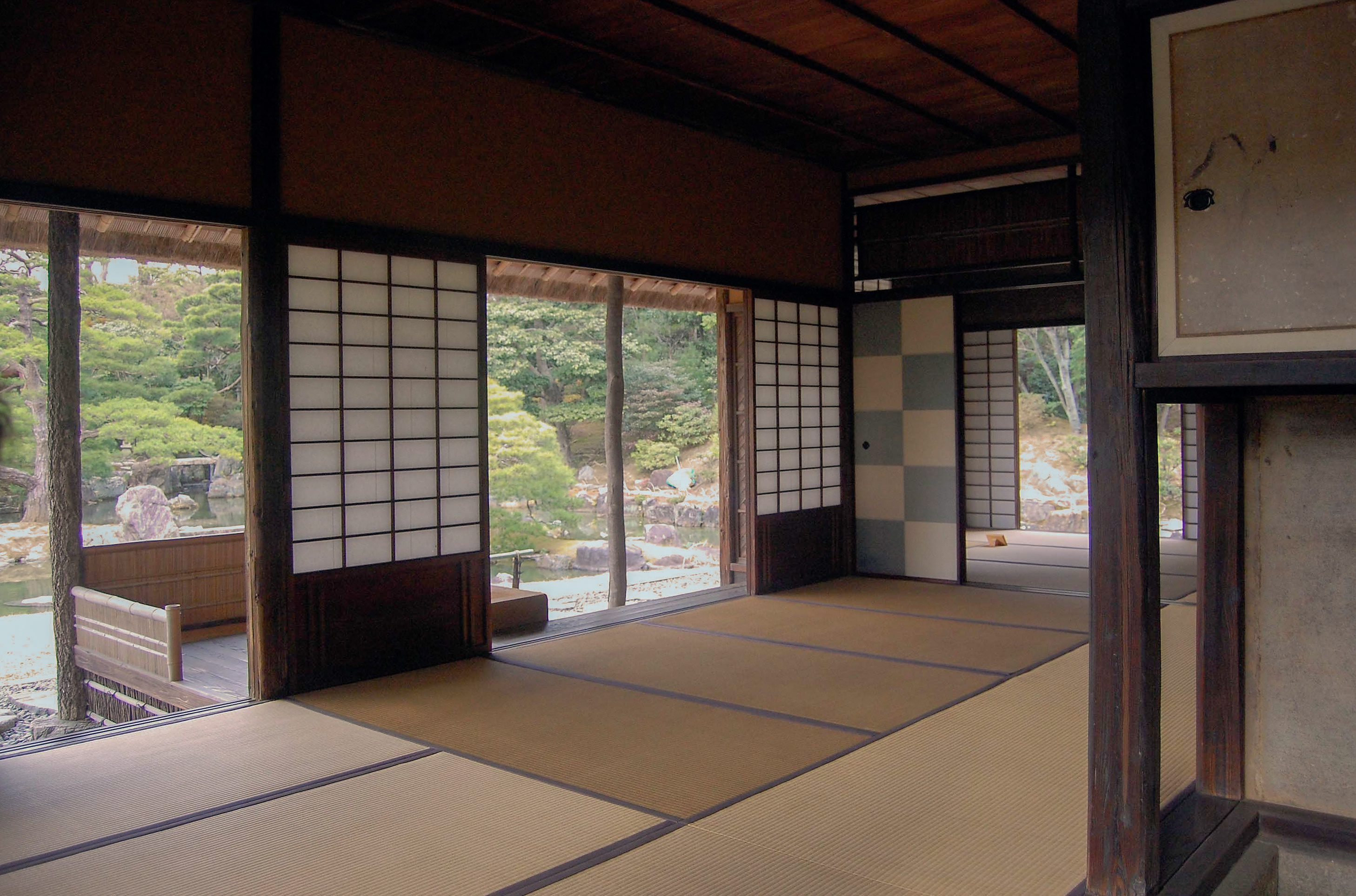
Im Shokin-tei
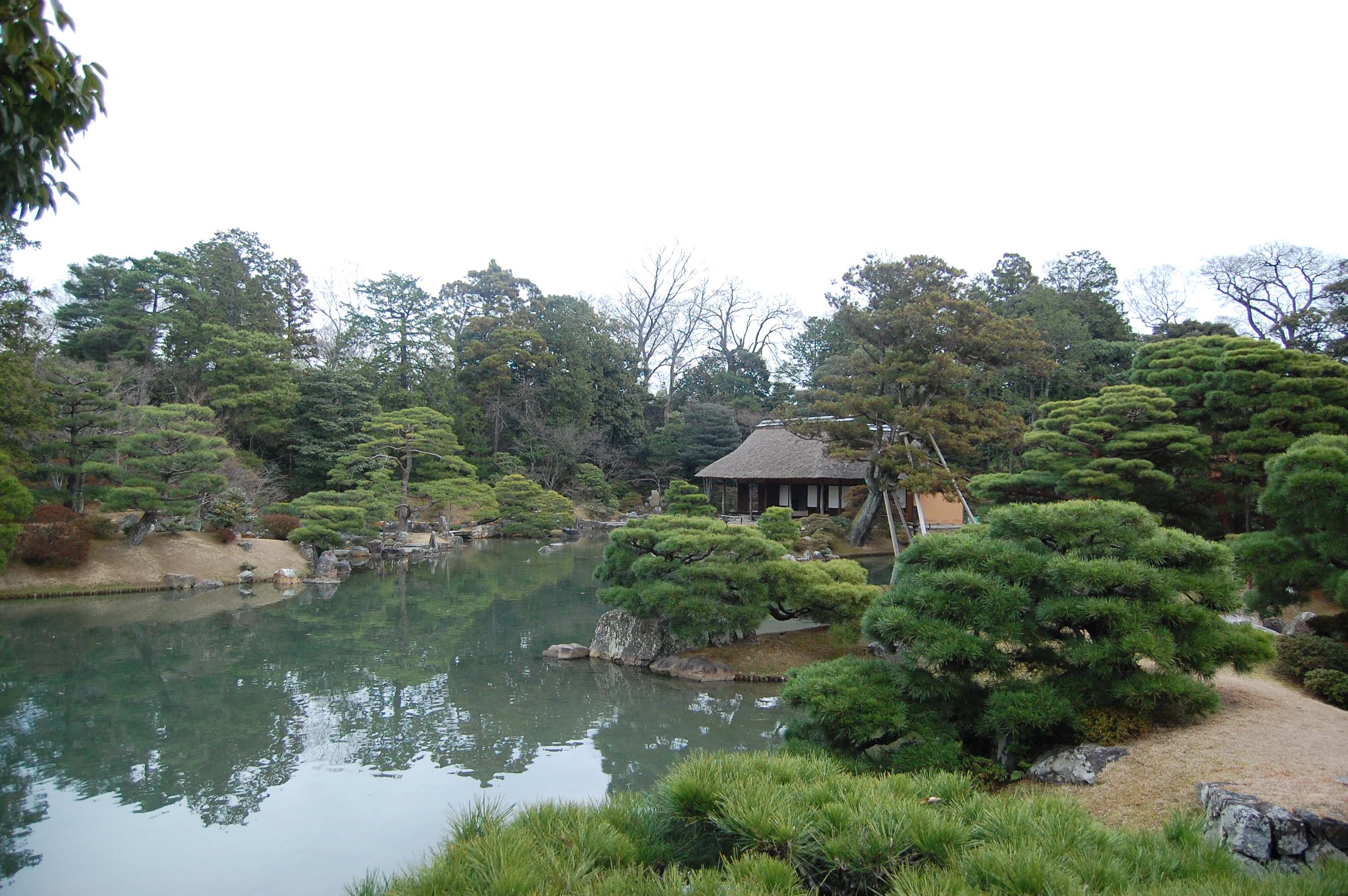
Shokin-tei gesehen vom Geppa-ro
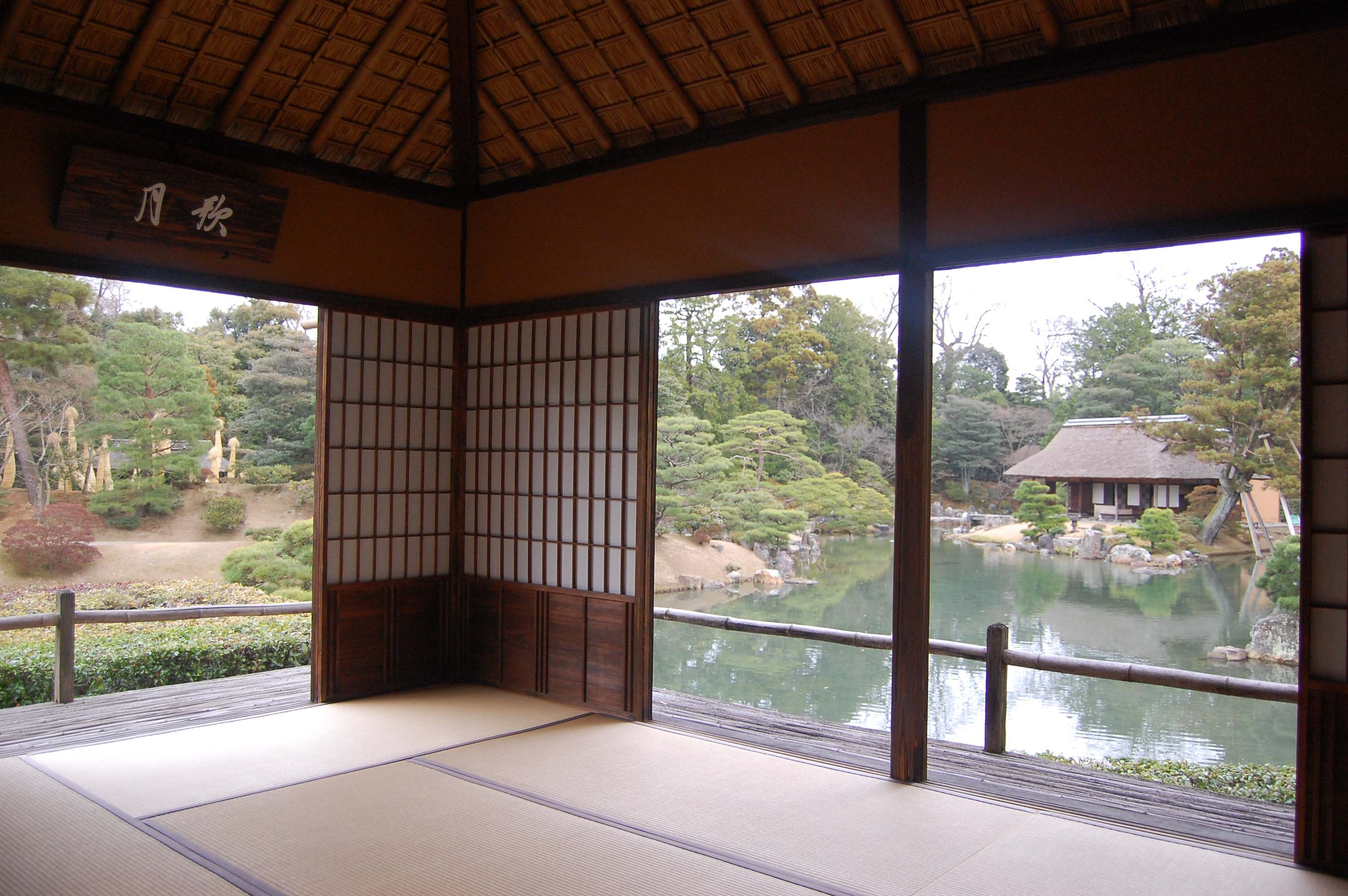
Blick auf Gepparo
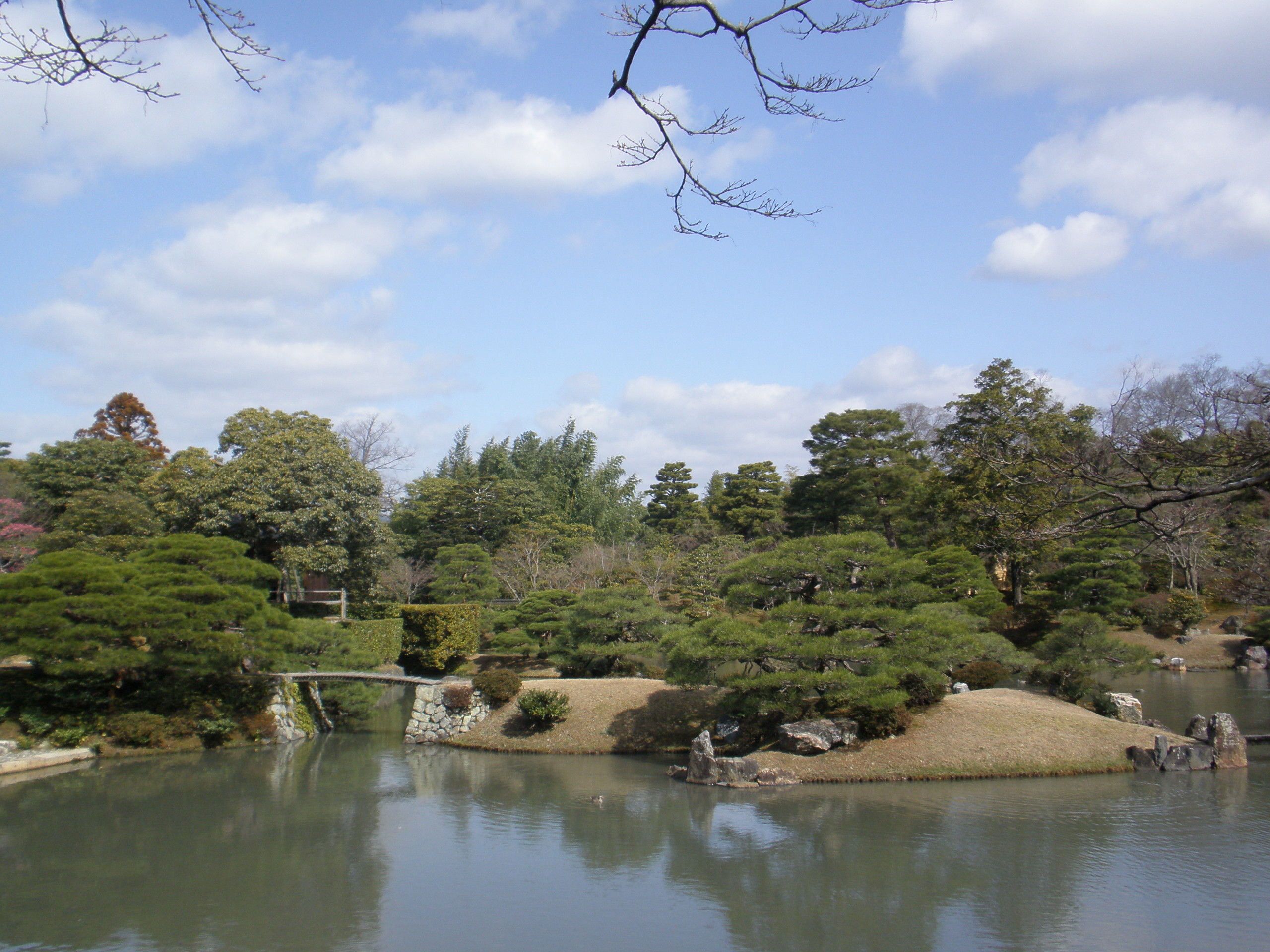
Am östlichen Rand des großen Teiches
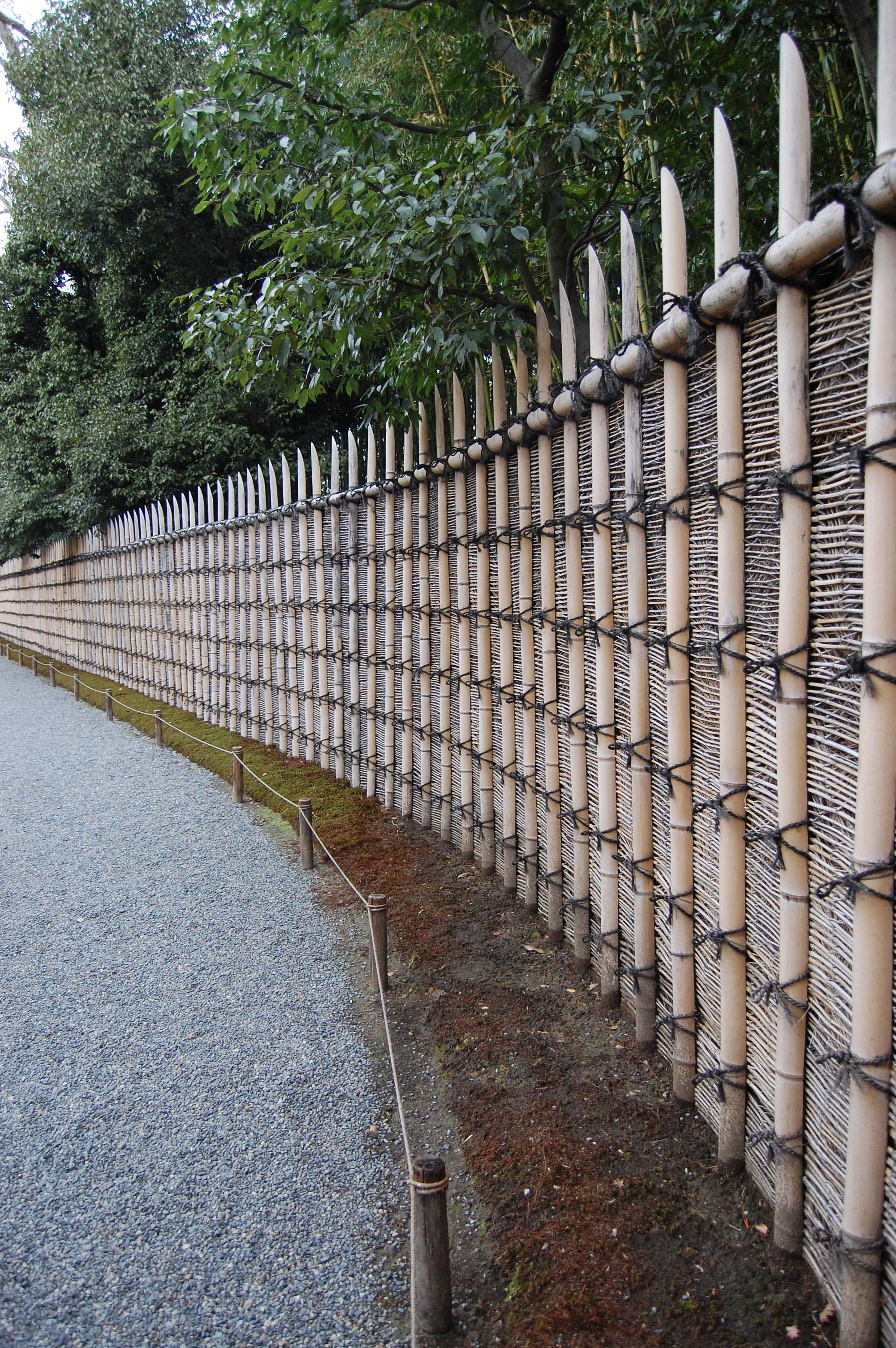
Sprössling-Zaun

## Bedeutung außerhalb Japans
Der deutsche Architekt Bruno Taut wurde von seinen japanischen Freunden gleich zu Beginn seines Japan-Aufenthaltes 1933 bis 1936 zum Besuch der Villa eingeladen und war von ihrer schlichten Schönheit beeindruckt. Sein damals verfasstes Buch Nippon – mit europäischen Augen gesehen wurde in Japan als Sensation empfunden, da Taut im Buch auf die Schönheit der alten japanischen Architektur hinwies, die im Japan der Modernisierung bis dahin nicht mehr beachtet worden war. Nach dem Zweiten Weltkrieg „pilgerten“ namhafte westliche Architekten wie Walter Gropius und Le Corbusier nach Japan und sahen sich durch den japanischen minimalistischen und rechteckigen Stil bestätigt. Der Architekt Ben van Berkel erzählte in einem Interview: „Mit 20 ging ich nach Japan, sah die Villa und wusste: Ich werde Architekt.“
Der durch Tatami bedingte modulare Aufbau und die Schlichtheit der Ausstattung sind seit Alters her überall im Lande – wenn auch in kleineren Maßen – zu finden. Die Villa zählt nicht, wie z. B. der kaiserliche Akasaka-Palast in Tokyo, zu den Nationalschätzen Japans.

## Ausstellung
- 2011: Katsura – The Photographs of Ishimoto Yasuhiro. Ausstellung der Japan Foundation im Japanischen Kulturinstitut in Köln und 2012 im Bauhaus-Archiv Berlin.